# Finales NBA 1974
Navigation
Finales 1973 Finales 1975
Les finales NBA 1974 sont la dernière série de matchs de la saison 1973-1974 de la NBA et la conclusion des séries éliminatoires (playoffs) de la saison. Le champion de la Conférence Est, les Celtics de Boston rencontrent le champion de la Conférence Ouest les  Bucks de Milwaukee. Les Celtics l'emportent quatre victoires à trois et empochent leur douzième titre et John Havlicek est nommé MVP des Finales (meilleur joueur des finales).
Lors de ces finales les Celtics jouent avec deux joueurs futurs membres du Hall of Fame : Dave Cowens et John Havlicek ainsi que l'entraîneur Tom Heinsohn (intronisé comme joueur). Deux joueurs des Bucks sont ensuite intronisés au Hall of Fame : Kareem Abdul-Jabbar et Oscar Robertson.
Le deuxième match des finales, joué le mardi 30 avril, est le dernier match d'une série finale joué au mois d'avril à ce jour.

## Avant les finales

### Celtics de Boston
Lors de la saison régulière les Celtics de Boston ont terminé la saison premier de la division Atlantique et premier de la conférence Est avec un bilan de 53 victoires pour 23 défaites.
Les Celtics, se sont qualifiés en battant en demi-finales de conférence les Braves de Buffalo quatre victoires à deux puis en finales de conférence les Knicks de New York quatre victoires à une, prenant ainsi leur revanche des deux années précédentes où les Knicks les avaient privés de finales.

### Bucks de Milwaukee
Lors de la saison régulière les Bucks ont terminé la saison premier de la division Midwest et premier de la conférence Ouest avec un bilan de 59 victoires pour 23 défaites. Il s'agit du meilleur bilan de la ligue devant Boston.
Les Bucks se sont qualifiés en battant en demi-finales les Lakers de Los Angeles quatre victoires à une puis en finales de conférence les Bulls de Chicago quatre victoires à zéro.

### Parcours comparés vers les finales NBA
| Champion de division | Qualifié pour les playoffs | Éliminé des playoffs |

| Franchise                  | V  | D  | PCT    | R  | Dom   | Ext   | N   |
| -------------------------- | -- | -- | ------ | -- | ----- | ----- | --- |
| Celtics de Boston          | 56 | 26 | 68,3 % | –  | 26-6  | 21-18 | 9-2 |
| Bullets de la Capitale (a) | 47 | 35 | 57,3 % | 9  | 31-10 | 15-25 | 1-0 |
| Knicks de New York (a)     | 49 | 33 | 59,8 % | 7  | 28-13 | 21-19 | 0-1 |
| Braves de Buffalo          | 42 | 40 | 51,2 % | 14 | 19-13 | 17-21 | 6-6 |
| Hawks d'Atlanta            | 35 | 47 | 42,7 % | 21 | 23-18 | 12-25 | 0-4 |
| Rockets de Houston         | 32 | 50 | 39,0 % | 24 | 18-23 | 13-25 | 1-2 |
| Cavaliers de Cleveland     | 29 | 53 | 35,4 % | 27 | 18-23 | 11-28 | 0-2 |
| 76ers de Philadelphie      | 25 | 57 | 30,5 % | 31 | 14-23 | 9-30  | 2-4 |

| Franchise                  | V  | D  | PCT     | R  | Dom  | Ext   | N   |
| -------------------------- | -- | -- | ------- | -- | ---- | ----- | --- |
| Bucks de Milwaukee         | 59 | 23 | 72,0 %  | –  | 31–7 | 24-16 | 4–0 |
| Lakers de Los Angeles (a)  | 47 | 37 | 57.3 %  | 12 |      |       |     |
| Bulls de Chicago (a)       | 54 | 28 | 65,9 %  | 5  |      |       |     |
| Pistons de Détroit (a)     | 52 | 30 | 353,4 % | 7  |      |       |     |
| Warriors de San Francisco  | 44 | 38 | 53,7 %  | 15 |      |       |     |
| SuperSonics de Seattle     | 36 | 46 | 43,9 %  | 23 |      |       |     |
| Kings de Kansas City-Omaha | 33 | 49 | 40,2 %  | 27 |      |       |     |
| Suns de Phoenix            | 30 | 52 | 36,6 %  | 29 |      |       |     |
| Trail Blazers de Portland  | 27 | 35 | 32,9 %  | 22 |      |       |     |

### Face à face en saison régulière

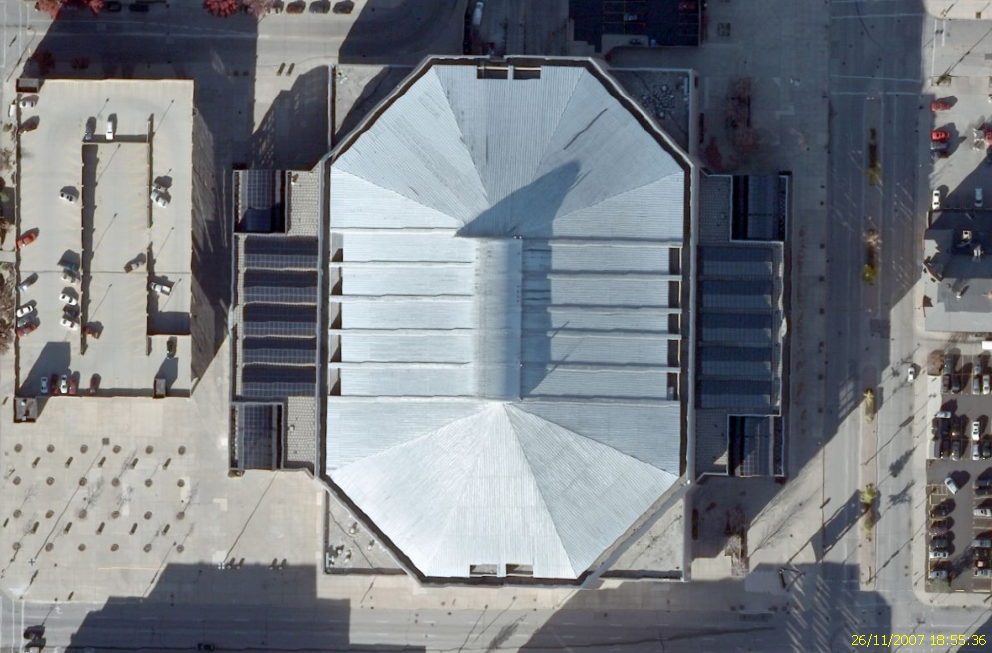
Le Bradley Center de Milwaukee vu de satellite

Les Celtics et les Bucks se sont rencontrés 4 fois pour un bilan de 2 victoires pour chaque franchise.
| Match | Date             | équipe à domicile  | Score   | équipe à l'extérieur |
| ----- | ---------------- | ------------------ | ------- | -------------------- |
| 1     | 16 novembre 1973 | Celtics de Boston  | 105-90  | Bucks de Milwaukee   |
| 2     | 30 novembre 1973 | Bucks de Milwaukee | 117-93  | Celtics de Boston    |
| 3     | 6 février 1974   | Bucks de Milwaukee | 104-105 | Celtics de Boston    |

Le match 4 se déroule à Providence (Rhode Island) le 10 février 1974. Les Bucks l'emportent 95 à 86.

## Formule

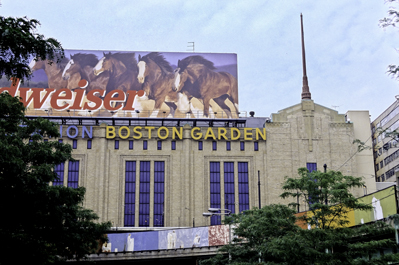
Le Boston Garden de Boston

Pour les séries finales la franchise gagnante est la première à remporter quatre victoires, soit un minimum de quatre matchs et un maximum de sept. Les rencontres se déroulent dans l'ordre suivant :
| Match | Recevant       | Match | Recevant       | Match | Recevant        | Match | Recevant        |
| ----- | -------------- | ----- | -------------- | ----- | --------------- | ----- | --------------- |
| 1     | Meilleur bilan | 2     | Meilleur bilan | 3     | Moins bon bilan | 4     | Moins bon bilan |

| Match | Recevant       | Match | Recevant        | Match | Recevant       |
| ----- | -------------- | ----- | --------------- | ----- | -------------- |
| 5     | Meilleur bilan | 6     | Moins bon bilan | 7     | Meilleur bilan |

Les Bucks ont l'avantage du terrain, ayant un meilleur bilan en saison régulière (59-23 contre 56-26).

## Les finales

### Match 1
| 28 avril 1974 | Rapport | Celtics de Boston 98, Bucks de Milwaukee 83        | Celtics de Boston 98, Bucks de Milwaukee 83 | Celtics de Boston 98, Bucks de Milwaukee 83 |  | BMO Harris Bradley Center, Milwaukee Affluence : 10 938 |
| 28 avril 1974 | Rapport | Score par quart-temps : 35-19, 17-23, 17-19, 29-22 |                                             |                                             |  | BMO Harris Bradley Center, Milwaukee Affluence : 10 938 |
| 28 avril 1974 | Rapport | John Havlicek 26                                   | Points                                      | Kareem Abdul-Jabbar 35                      |  | BMO Harris Bradley Center, Milwaukee Affluence : 10 938 |
| 28 avril 1974 | Rapport | Boston mène la série 1 à 0                         |                                             |                                             |  | BMO Harris Bradley Center, Milwaukee Affluence : 10 938 |

Avant le début de la série, le meneur des Bucks Lucius Allen annonce son forfait pour la série dû à une blessure au genou. Dans ce match, les Celtics en profitent pour harceler la star vieillissante de 35 ans Oscar Robertson, le remplacement d'Allen. Les Celtics ont pris les devants 35-19 au premier quart-temps et n'ont jamais été rattrapés pour gagner 98-83 à Milwaukee. Kareem Abdul-Jabbar a marqué 35 points pour les Bucks.

### Match 2
| 30 avril 1974 | Rapport | Celtics de Boston 96, Bucks de Milwaukee 105                  | Celtics de Boston 96, Bucks de Milwaukee 105 | Celtics de Boston 96, Bucks de Milwaukee 105  | OT | BMO Harris Bradley Center, Milwaukee Affluence : 10 938 |
| 30 avril 1974 | Rapport | Score par quart-temps : 24-23, 17-32, 25-22, 24-13, OT : 6-15 |                                              |                                               | OT | BMO Harris Bradley Center, Milwaukee Affluence : 10 938 |
| 30 avril 1974 | Rapport | Jo Jo White 25 Dave Cowens 11                                 | Points Rebonds                               | Kareem Abdul-Jabbar 36 Kareem Abdul-Jabbar 15 | OT | BMO Harris Bradley Center, Milwaukee Affluence : 10 938 |
| 30 avril 1974 | Rapport | Égalité dans la série 1 à 1                                   |                                              |                                               | OT | BMO Harris Bradley Center, Milwaukee Affluence : 10 938 |

Kareem Abdul-Jabbar marque 36 points, mais plus important encore, il a fallu plus d'un rôle dans la gestion offensive des Bucks de son poste, compte tenu de leurs problèmes en zone arrière. Son décalage permet à Bob Dandridge de marquer 24 points.
Dans une fin de match très défensive, Abdul-Jabbar limite le pivot adverse Dave Cowens à une réussite de 3 sur 13 aux tirs, réussissant notamment sur ce dernier un contre à la fin du temps réglementaire pour forcer la prolongation. Les Bucks gagnant en prolongation, 105-96, pour égaliser dans la série à un match partout avant de se rendre à Boston.
Ce match, joué le mardi 30 avril, est le dernier match d'une série finale joué au mois d'avril[réf. nécessaire].

### Match 3
| 3 mai 1974 | Rapport | Bucks de Milwaukee 83, Celtics de Boston 95        | Bucks de Milwaukee 83, Celtics de Boston 95 | Bucks de Milwaukee 83, Celtics de Boston 95 |  | Boston Garden, Boston Affluence : 10 938 |
| 3 mai 1974 | Rapport | Score par quart-temps : 13-32, 23-19, 22-26, 24-18 |                                             |                                             |  | Boston Garden, Boston Affluence : 10 938 |
| 3 mai 1974 | Rapport | Kareem Abdul-Jabbar 26 Abdul-Jabbar, Warner 10     | Points Rebonds                              | Dave Cowens 30 John Havlicek 12             |  | Boston Garden, Boston Affluence : 10 938 |
| 3 mai 1974 | Rapport | Boston mène la série 2 à 1                         |                                             |                                             |  | Boston Garden, Boston Affluence : 10 938 |

Dave Cowens décide de tirer davantage de l'extérieur et marque 30 points, mais son temps de jeu est réduit à 32 minutes en raison de ses fautes personnelles. Pour pallier Cowens, les Celtics font jouer Hank Finkel (rarement utilisé) qui fait un travail admirable en défense sur Abdul-Jabbar, qui terminent avec seulement 26 points.

### Match 4
| 5 mai 1974 | Rapport | Bucks de Milwaukee 97, Celtics de Boston 89        | Bucks de Milwaukee 97, Celtics de Boston 89 | Bucks de Milwaukee 97, Celtics de Boston 89 |  | Boston Garden, Boston Affluence : 10 938 |
| 5 mai 1974 | Rapport | Score par quart-temps : 28-27, 21-12, 21-26, 27-24 |                                             |                                             |  | Boston Garden, Boston Affluence : 10 938 |
| 5 mai 1974 | Rapport | Kareem Abdul-Jabbar 34 Kareem Abdul-Jabbar 14      | Points Rebonds                              | John Havlicek 33 Paul Silas 12              |  | Boston Garden, Boston Affluence : 10 938 |
| 5 mai 1974 | Rapport | Égalité dans la série 2 à 2                        |                                             |                                             |  | Boston Garden, Boston Affluence : 10 938 |

Avec Ron Williams incapable de gérer la pression des Celtics et l'arrière Jon McGlocklin à l'infirmerie avec une entorse à la cheville, l'entraîneur des Bucks Larry Costello s'est tourné le peu utilisé Mickey Davis pour la zone arrière. Davis a contré les attaques de Jo Jo White, obligeant l'entraîneur des Celtics Tom Heinsohn à assigner Don Chaney pour le marquer. Cela a permis à Oscar Robertson d'être plus efficace.
Davis a marqué 15 points et Kareem Abdul-Jabbar a pulvérisé les Celtics avec 34 points, 14 rebonds et 6 passes décisives. Milwaukee prit la tête à la mi-temps et l'a gardé pour une victoire 97-89 au Boston Garden, obtenant ainsi l'égalité dans la série avant d'avoir l'avantage du terrain.

### Match 5
| 7 mai 1974 | Rapport | Celtics de Boston 96, Bucks de Milwaukee 87        | Celtics de Boston 96, Bucks de Milwaukee 87 | Celtics de Boston 96, Bucks de Milwaukee 87   |  | BMO Harris Bradley Center, Milwaukee Affluence : 10 938 |
| 7 mai 1974 | Rapport | Score par quart-temps : 20-15, 25-29, 24-17, 27-16 |                                             |                                               |  | BMO Harris Bradley Center, Milwaukee Affluence : 10 938 |
| 7 mai 1974 | Rapport | Havlicek, Cowens 28 Paul Silas 16                  | Points Rebonds                              | Kareem Abdul-Jabbar 37 Kareem Abdul-Jabbar 11 |  | BMO Harris Bradley Center, Milwaukee Affluence : 10 938 |
| 7 mai 1974 | Rapport | Boston mène la série 3 à 2                         |                                             |                                               |  | BMO Harris Bradley Center, Milwaukee Affluence : 10 938 |

Les Celtics gagnant 96-87 à Milwaukee ont la possibilité de conclure la série lors du prochain match chez eux. John Havlicek et Dave Cowens ont marqué 28 points chacun et Kareem Abdul-Jabbar a marqué 37 points.

### Match 6
| 10 mai 1974 | Rapport | Bucks de Milwaukee 102, Celtics de Boston 101                            | Bucks de Milwaukee 102, Celtics de Boston 101 | Bucks de Milwaukee 102, Celtics de Boston 101 | 2OT | Boston Garden, Boston Affluence : 10 938 |
| 10 mai 1974 | Rapport | Score par quart-temps : 27-19, 20-21, 22-23, 17-23 - OT1 4-4, OT : 12-11 |                                               |                                               | 2OT | Boston Garden, Boston Affluence : 10 938 |
| 10 mai 1974 | Rapport | Kareem Abdul-Jabbar 34 4 joueurs à 8                                     | Points Rebonds                                | John Havlicek 36 John Havlicek 9              | 2OT | Boston Garden, Boston Affluence : 10 938 |
| 10 mai 1974 | Rapport | Égalité dans la série 3 à 3                                              |                                               |                                               | 2OT | Boston Garden, Boston Affluence : 10 938 |

Dave Cowens commet rapidement des fautes et regarde du banc Milwaukee prendre une avance de 12 points au premier quart-temps. Les Celtics réduisent l'écart en fin de match, et reviennent pour forcer la prolongation. John Havlicek marque pour revenir à 86-86 avec un peu plus d'une minute à jouer. Oscar Robertson est ensuite pénalisé pour violation de la règle des 24 secondes. Dans la première période de prolongation, Milwaukee mène 90-88 lorsque Don Chaney obtient une bonne balle et transmet à Havlicek qui rate le tir mais capte le rebond, marque, permettant aux Celtics de pouvoir disputer une nouvelle prolongation.
Cette deuxième prolongation est acharnée, avec un leader qui change 11 fois. Les Bucks sont les premiers à inscrire des points dans cette période, avant que, Havlicek, neuf des 11 points de son équipe dans cette prolongation, ne donne l'avantage à son équipe par un panier et un lancer franc pour une faute sur son tir.
Mickey Davis marque et les Bucks sont à 100-99 avec 24 secondes à jouer. Les Celtics ont l'avantage de pouvoir tenter un dernier tir. L'entraîneur Tom Heinsohn réclame un temps-mort, mais avec sept secondes à jouer, Havlicek lobe Abdul-Jabbar et marque pour une avance de 101 à 100.
Les Bucks demandent un temps-mort : au lieu de mettre en place un jeu pour Abdul-Jabbar, ils décident de miser sur Jon McGlocklin, Abdul-Jabbar servant de leurre pour créer une ouverture. Toutefois, McGlocklin ne peut pas se libérer et Davis est couvert. Abdul-Jabbar, avec le ballon, se déplace vers la droite, dribble à la ligne de base, déclenche un sky-hook de 6 mètres et marque à deux secondes de la fin. La série est à égalité à trois matchs chacun avant de revenir à Milwaukee.
Havlicek termine la rencontre avec 36 points et Abdul-Jabbar est le meilleur marqueur de son équipe Bucks avec 34 points, dont celui de la victoire.

### Match 7
| 12 mai 1974 | Rapport | Celtics de Boston 102, Bucks de Milwaukee 87       | Celtics de Boston 102, Bucks de Milwaukee 87 | Celtics de Boston 102, Bucks de Milwaukee 87  |  | BMO Harris Bradley Center, Milwaukee Affluence : 10 938 |
| 12 mai 1974 | Rapport | Score par quart-temps : 22-20, 31-20, 18-26, 31-21 |                                              |                                               |  | BMO Harris Bradley Center, Milwaukee Affluence : 10 938 |
| 12 mai 1974 | Rapport | Dave Cowens 28 Dave Cowens 14                      | Points Rebonds                               | Kareem Abdul-Jabbar 26 Kareem Abdul-Jabbar 13 |  | BMO Harris Bradley Center, Milwaukee Affluence : 10 938 |
| 12 mai 1974 | Rapport | Boston gagne la série 4 à 3                        |                                              |                                               |  | BMO Harris Bradley Center, Milwaukee Affluence : 10 938 |

L'avantage du terrain se montre peu dans cette série. Les Celtics ont décidé d'abandonner l'homme-à-homme en défense et de double et triple contre Kareem Abdul-Jabbar, qui a encore marqué 26 points. Cela a libéré Dave Cowens sur le plan offensif, avec une réussite de 8 sur 13 aux tirs dans la première mi-temps pour finir avec 28 points et 14 rebonds. John Havlicek a ajouté 16 points qui ont mené les Celtics à une victoire facile 102-87 et leur premier titre de l' ère post-Russell.

## Équipes
| Effectif des Celtics de Boston - Champions NBA 1973-1974 |
| --- |
| 7 Art Williams • 10 Jo Jo White • 11 Steve Kuberski • 12 Don Chaney• 17 John Havlicek (MVP Finales) • 18 Dave Cowens • 19 Don Nelson • 20 Phil Hankinson • 29 Hank Finkel • 32 Steve Downing • 35 Paul Silas • 44 Paul Westphal Entraîneur : Tom Heinsohn Entraîneur-Adjoint : John Killilea |

| Effectif des Bucks de Milwaukee - Champions Conférence Ouest |
| --- |
| 1 Oscar Robertson • 7 Terry Driscoll • 10 Bob Dandridge • 12 Ron Williams• 14 Jon McGlocklin • 18 Curtis Perry • 19 Dick Cunningham • 20 Mickey Davis • 21 Russ Lee • 24 Dick Garrett • 31 Chuck Terry • 33 Kareem Abdul-Jabbar • 35 Cornell Warner • 42 Lucius Allen Entraîneur : Larry Costello |